# مارينو كوباياشي
مارينو كوباياشي (باليابانية: 小林 海) هو دراج ياباني، ولد في 1 يوليو 1994 في يورايسو في اليابان.

## وصلات خارجية
- مارينو كوباياشي على موقع الاتحاد الدولي للدراجات (الإنجليزية)
- مارينو كوباياشي على موقع أرشيف الدراجات (الإنجليزية)
- مارينو كوباياشي على موقع إحصائيات الدراجات الإحترافية (الإنجليزية)
- مارينو كوباياشي على موقع نسبة الدراجات (الإنجليزية)